# 斤部
斤部，為漢字索引中的部首之一，康熙字典214個部首中的第六十九個（四劃的則為第九個）。在傳統漢字與中文簡化字中，其都被歸為四劃部首。斤部通常是從下、右方均可為部字。且無其他部首可用者將部首歸為斤部。

## 部首單字解釋
1.砍木用的斧頭。見說文。
2.重量單位。舊制以十六兩為一台斤。標準制以一千公克為一公斤。
3.姓。
- 「斤」和「斧」的分別是，「凡用砍斫物者皆曰斧，砍木之斧則謂之斤。」（說文段注）

## 字形

甲骨文
金文
大篆
小篆

## 名稱
- 漢語：斤部　（拼音：jīnbù　注音：ㄐㄧㄣ ㄅㄨˋ）
- 日語：
- 朝鲜語：

## 字例
| 除部首外之筆劃 | 字例 -{  |
| -------------- | -------- |
| 0              | 斤       |
| 1              | 斥       |
| 4              | 斦斧斨   |
| 5              | 㪼㪽斪斫 |
| 6              | 㪾㪿     |
| 7              | 斬断     |
| 8              | 㫀斮斯   |
| 9              | 新斱     |
| 10             | 㫁斲𣂷   |
| 11             | 㫂斳𣂼   |
| 12             | 斴       |
| 13             | 斵斶     |
| 14             | 斷       |
| 21             | 斸 }-    |